# Даніель Леклерк
Даніель Леклерк (фр. Daniel Leclercq, 4 вересня 1949, Трит-Сен-Леже — 22 листопада 2019, Мартиніка) — французький футболіст, що грав на позиції захисника. По завершенні ігрової кар'єри — тренер.

## Ігрова кар'єра
Народився 4 вересня 1949 року в місті Трит-Сен-Леже. Вихованець футбольної школи клубу «Валансьєнн». Дорослу футбольну кар'єру розпочав 1967 року в основній команді того ж клубу, в якій провів три сезони, взявши участь у 30 матчах чемпіонату. 
Своєю грою за цю команду привернув увагу представників тренерського штабу клубу «Марсель», до складу якого приєднався 1970 року. Був гравцем марсельського клубу протягом наступних чотирьох сезонів. 1971 року виборов у його складі титул чемпіона Франції і став володарем Суперкубка Франції. У сезоні 197172 років також захищав на умовах оренди кольори «Ангулема».
1974 року уклав контракт з клубом «Ланс», у складі якого провів наступні дев'ять років своєї кар'єри гравця.  Більшість часу, проведеного у складі «Ланса», був основним гравцем захисту команди.
Завершував ігрову кар'єру у команді рідного «Валансьєнна», до якого повернувся 1983 року і де грав до 1984.

## Кар'єра тренера
Розпочав тренерську кар'єру невдовзі по завершенні кар'єри гравця, 1986 року, очоливши на один сезон тренерський штаб клубу «Валансьєнн».
1997 року був запрошений очолити тренерський штаб «Ланса», з яким досяг найбільшого успіху у своїй кар'єрі, привівши цю команду в  сезоні 1997/98 до першої у її історії перемоги у чемпіонаті Франції. Наступного року здобув із командою з Ланса ще один трофей — Кубок французької ліги, після чого залишив її.
2001 року тренував бельгійський «Лув'єрваз», а протягом 2003–2005 років знову керував командою рідного «Валансьєнна».
У 2008—2011 повертався до «Ланса», де обіймав посаду технічного директора. Помер 22 листопада 2019 року на 71-му році життя на Мартиніці від тромбоемболії легеневої артерії.

## Титули і досягнення

### Як гравця
- Чемпіон Франції (1):

«Марсель»: 1970-1971
- Володар Суперкубка Франції (1):

«Марсель»: 1971

### Як тренера
- Чемпіон Франції (1):

«Ланс»: 1997-1998
- Володар Кубка французької ліги (1):

«Ланс»: 1998-1999

### Особисті
- Найкращий тренер чемпіонату Франції: 1998